# Виктор Мейър
Виктор Хенри Мейър (на английски: Victor Henry Mair) е американски синолог и професор по китайски език в Пенсилвански университет.
Редактор е на стандартната „Колумбийска история на китайската литература“ и „Колумбийска антология на традиционната китайска литература“, издавани от Колумбийски университет. Редактор е на серията „Световна серия на Камбриа синофоните“ (Cambria Press), а книгата му „Свещена проява: божествени и магически женски фигури на Евразия“ (в съавторство с Мириам Робинс Декстер, публикувана от Cambria Press) печели награда „Сарасвати“ за най-добра небелетристична книга за жени и митология.

## Живот и кариера
Виктор Мейър е роден на 25 март 1943 г., в Източен Кантон, щата Охайо, САЩ. След гимназията Мейър е студент в Колеж Дартмут, където в дапълнение на следването си играе в университетския баскетболен отбор. Той завършва с бакалавърска степен през 1965 г., а след това се присъединява към Корпуса на мира и служи в Непал за две години. След напускане на Корпуса на мира през 1967 г., Мейър се записва в програмата за будистки изследвания в университета на Вашингтон, където той започва да изучава будизъм, санскрит, и класически тибетски език. През 1968 г., Мейър печели стипендия Маршал и се премества във факултета по Африканистика и Ориенталистика на Лондонския университет за по-нататъшно проучване китайски език и санскрит, получава почетни степени BA през 1972 г. и Ph.M през 1974 г. След това се мести в Харвардския университет, където получава докторска степен през 1976 г. с докторска дисертация на тема „Популярни разкази от Дунхуан“, проучване и превод на фолклорната и народна литература открита сред ръкописите от Дунхуан.
След завършване на докторската си дисертация, Мейър се присъединява към Харвардския университет и преподава там в продължение на три години. През 1979 г. Мейър напуска Харвард и се мести в Пенсилвански университет, където работи. Той е и основател и редактор на „Китайско-Платонически документи“, академично списание за китайски проучвания и изучаване на езикознанието и литературата на Източна Азия и Централна Азия.
Мейър специализира в ранен простонароден китайски език и превеждаа Дао Дъ Дзин (Mawangdui Копринени Текстове версия), книгата Зуангзи (Zhuangzi) и Изкуството на войната. Той също така работи върху интердисциплинарните изследвания на археологията на източна Централна Азия. Американското Философско общество го награждава с членство през 2007 година.
През 1969 г. Мейър се жени за Джан Лицин (китайски: 張立青; пинин: Zhāng Lìqīng; 1936 – 2010), китайско-тайвански учен която преподава китайски мандарин в университет на Вашингтон, университет Тунхай (Tunghai), Брин Маур (Bryn Mawr) колеж, Харвардския университет, Пенсилвански университет, и Суортмор колеж (Swarthmore College). Имат един син, Томас Кришна Мейър.
Мейър е лингвистичен сътрудник на блога на „Езиков вход“.

## Пининподкрепа
Мейър е от дълго време застъпник на системата за писане на китайски език в азбучен скрипт (т.е. пинин), която той смята за полезна за китайското образование, компютризация, и лексикография.
В първия брой на „Китайско-платонови документи“ (1986), той предлага публикуването на китайски речник подреден по същия познат начин, както и на английски, френски, или корейски речници: „единично сортиране по азбучен режим“ базиран на азбучното изписването на една дума, независимо от нейната морфологична структура. Повечето китайски думи са многосричкови съединения, където всяка сричка или морфема се написани само с един китайски йероглиф. Според двехилядната традиция китайските речници – дори модерните пинин-базирани такива като Синхуа Дзъдиен (新华字典) – са подредени в „сортиране по морфема“ режим на базата на първата морфема на една дума. Например, един потребител на китайски речник, който иска да погледне думата „Барбадос“ 巴巴多斯 може да я намери в ба 巴 в традиционния морфемно-сортиран речник (което е по-лесно, ако се знае морфемата, но не се знае произношението на думата) или под Баба в азбучно-сортиран речник (което е по-лесно, ако се знае произношението).
През 1990 г., след като безуспешно се опитва да получи финансова подкрепа за разработване на азбучно сортиран китайско-английски речник, Мейър организира международен екип от лингвисти и лексикографи, които работят като доброволци на непълно работно време. Под редакционното ръководство на Джон Дефрансис, те публикуват първият общ китайско-английски азбучен речник. През 1996 г. според „Благодарности“(1996: IX), „Този речник дължи своето съществуване благодарение на инициативата на Виктор Мейър от Пенсилвания.“ Преработено и допълнено издание е публикувано през 2000 г.

## Избрани работи и произведения
- Sino-Platonic Papers
- Victor H. Mair, Tun-Huang Popular Narratives (Cambridge [Cambridgeshire]; New York: Cambridge University Press, 1983). Influences from India seen in texts from Dunhuang caves.
- Victor H. Mair, Painting and Performance: Chinese Picture Recitation and Its Indian Genesis (Honolulu: University of Hawaii Press, 1988).
- Victor H. Mair, Cheng Mei Bo Wang, Mei Cherng's „Seven Stimuli“ And Wang Bor's „Pavilion of King Terng“: Chinese Poems for Princes (Lewiston, NY, USA: E. Mellen Press, 1988).
- Victor H. Mair, T'ang Transformation Texts: A Study of the Buddhist Contribution to the Rise of Vernacular Fiction and Drama in China (Cambridge, Mass.: Council on East Asian Studies Harvard University: Distributed by Harvard University Press, 1989). Popular narratives of Buddhist motifs, known as bianwen (變文)
- Laozi, Victor H. Mair, tr. Tao Te Ching: The Classic Book of Integrity and the Way (New York: Bantam Books, 1990).
- Victor H. Mair Yongquan Liu, Characters and Computers (Amsterdam, Netherlands; Washington: IOS Press, 1991).
- Victor H. Mair, The Columbia Anthology of Traditional Chinese Literature (New York: Columbia University Press, 1994).
- Victor H. Mair, The Bronze Age and Early Iron Age Peoples of Eastern Central Asia (Washington, D.C.: Institute for the Study of Man Inc. in collaboration with the University of Pennsylvania Museum Publications, 1998).
- Zhuangzi Victor H. Mair, tr. Wandering on the Way: Early Taoist Tales and Parables of Chuang Tzu (Honolulu: University of Hawaii Press, 1998).
- Songling Pu, Denis C. Mair Victor H. Mair, tr. Liaozhai Zhiyi Xuan (Beijing: Foreign Languages Press, 2000).
- J. P. Mallory and Victor H. Mair, The Tarim Mummies: Ancient China and the Mystery of the Earliest Peoples from the West. (2000). Thames & Hudson. London. ISBN 0-500-05101-1
- Victor H. Mair, The Columbia History of Chinese Literature (New York: Columbia University Press, 2001).
- Songling Pu, Denis C. Mair Victor H. Mair, tr. Liao Zhai Zhi Yi Xuan (Beijing Shi: Wai wen chu ban she, Di 1 ban., 2001).
- Victor H. Mair, Nancy Shatzman Steinhardt, Paul Rakita Goldin, eds. Hawai'i Reader in Traditional Chinese Culture (Honolulu: University of Hawaii Press, 2005).
- Victor H. Mair, Contact and Exchange in the Ancient World (Honolulu: University of Hawaii Press, 2006).
- Victor H. Mair, tr. The Art of War / Sun Zi's Military Methods (New York: Columbia University Press, 2007).
- Victor H. Mair and Erling Hoh, The True History of Tea (Thames & Hudson; illustrated edition, 2009). ISBN 978-0-500-25146-1 (Hardcover).
- Miriam Robbins Dexter and Victor H. Mair, Sacred Display: Divine and Magical Female Figures of Eurasia (Amherst, NY: Cambria Press, 2010).
- Victor H. Mair and Mark Bender (editors). The Columbia Anthology of Chinese Folk and Popular Literature. (New York: Columbia University Press, 2011).

## Цитирани източници
- Boucher, Daniel, Neil Schmid, and Tansen Sen. 2006. "The Scholarly Contributions of Professor Victor H. Mair: A Retrospective Survey Архив на оригинала от 2014-09-11 в Wayback Machine.", Asia Major Volume 19, part 1/2, 2006
- DeFrancis, John, ed. 1996. The ABC [Alphabetically Based Computerized] Chinese-English Dictionary. Honolulu: University of Hawaii Press. ISBN 0-8248-2766-X
- DeFrancis, John, ed. 2003. ABC Chinese-English Comprehensive Dictionary. Honolulu: University of Hawaii Press
- Mair, Victor H. 1986. "The Need for an Alphabetically Arranged General Usage Dictionary of Mandarin Chinese: A Review Article of Some Recent Dictionaries and Current Lexicographical Projects", Sino-Platonic Papers 1:1 – 31